# Talgo AVRIL
AVRIL, sigla de «Alta Velocidad Rueda Independiente Ligero», es una familia de trenes de alta versatilidad y muy alta velocidad de la empresa ferroviaria española Patentes Talgo, que han sido vendidos a Renfe Viajeros en dos series similares: la serie 106 y la serie 107.
El concepto se presentó en 2008 y estuvo en desarrollo hasta 2016. Ese año la empresa española Renfe encargó la construcción de las primeras unidades comercializadas, que entraron en servicio en mayo de 2024. El 2023 la empresa francesa Le Train formuló un preacuerdo de compra, que aún no se ha materializado. En 2019 Adif compró un Avril para usarlo como tren laboratorio.
Destaca principalmente por ser el primer tren en el mundo con capacidad para circular a más de 300 km/h tanto en ancho ibérico como en ancho internacional.Los trenes AVRIL son trenes articulados, ligeros, eléctricos, con coches cortos y rodales independientes guiados. También destacan por la anchura de la caja, mayor que en series anteriores.Esto permite aumentar la capacidad de viajeros al poder colocar cinco asientos por fila.Renfe posee varios AVRIL (S-106 y S-107) y están destinados a operar bajo las marcas Renfe AVE y Renfe AVLO en España y Francia.

## Unidades vendidas a Renfe

### Serie 106
En 2015 el Ministerio de Fomento sacó a licitación la compra de 15 trenes y su mantenimiento por 30 años. Al año siguiente Talgo se hizo con la adjudicación del contrato y comenzó a desarrollar a la Serie 106.En 2017 Renfe solicitó aumentar el pedido a otras 15 unidades, pasando a tener la serie 106 30 trenes. Tras varios retrasos el primer servicio comercial de la S-106 se realizó el 21 de mayo de 2024.
El modelo que ganó la adjudicación está basado en el prototipo G3. No obstante, presentaba otro diseño en las cabezas tractoras.La serie 106 se subdivide en dos subieres: Las primeras 15 unidades (numeradas del 106.001 al 106.015) son de ancho fijo, es decir, no tienen cambio de ancho, y las otras 15 (enumeradas del 106.051 al 106.065) si tiene cambio de ancho y pueden circular tanto por ancho internacional como por ancho ibérico.
Los coches de viajeros se fabricaron íntegramente, al contrario que en la S-107, y varían en capacidad según el tren opera bajo el servicio Renfe AVE (507 plazas) o Renfe Avlo (581 plazas).

### Serie 107
La serie 107 de AVRIL será muy similar a la S-106, con la diferencia de que la S-107 se construyó reutilizando los coches de viajeros de la rama Talgo VII, por lo que sólo hubo que reformarlos y añadirles las cabezas tractoras, a diferencia del S-106, que se fabricó íntegramente.

## Unidad vendida a Adif
En noviembre de 2019 la empresa Adif adjudicó a Talgo la fabricación de un tren auscultador por 39 millones de euros (incluido su mantenimiento por 5 años). Se trata de un AVRIL similar a la serie 106 que había sido vendida a Renfe. Apodado Doctor Avril, su misión es revisar la red de alta velocidad propiedad de Adif.

## Unidades acordadas a Le Train
A comienzos de los 2020 se fundó en Francia la empresa ferroviaria Le Train, una de las primeras empresas europeas de alta velocidad de capital privado. En enero de 2023 Le Train acordó con Talgo el suministro de la flota necesaria mediante un preacuerdo.El contrato será de 10 unidades y estará valorado en 300 millones de euros.

## Sistemas empleados en los prototipos
Talgo ha desarrollado una serie de medidas incluidas en el AVRIL que permiten rebajar los costes de operación del mismo, además de una comodidad superior para el pasajero, como son:

### Caja ancha

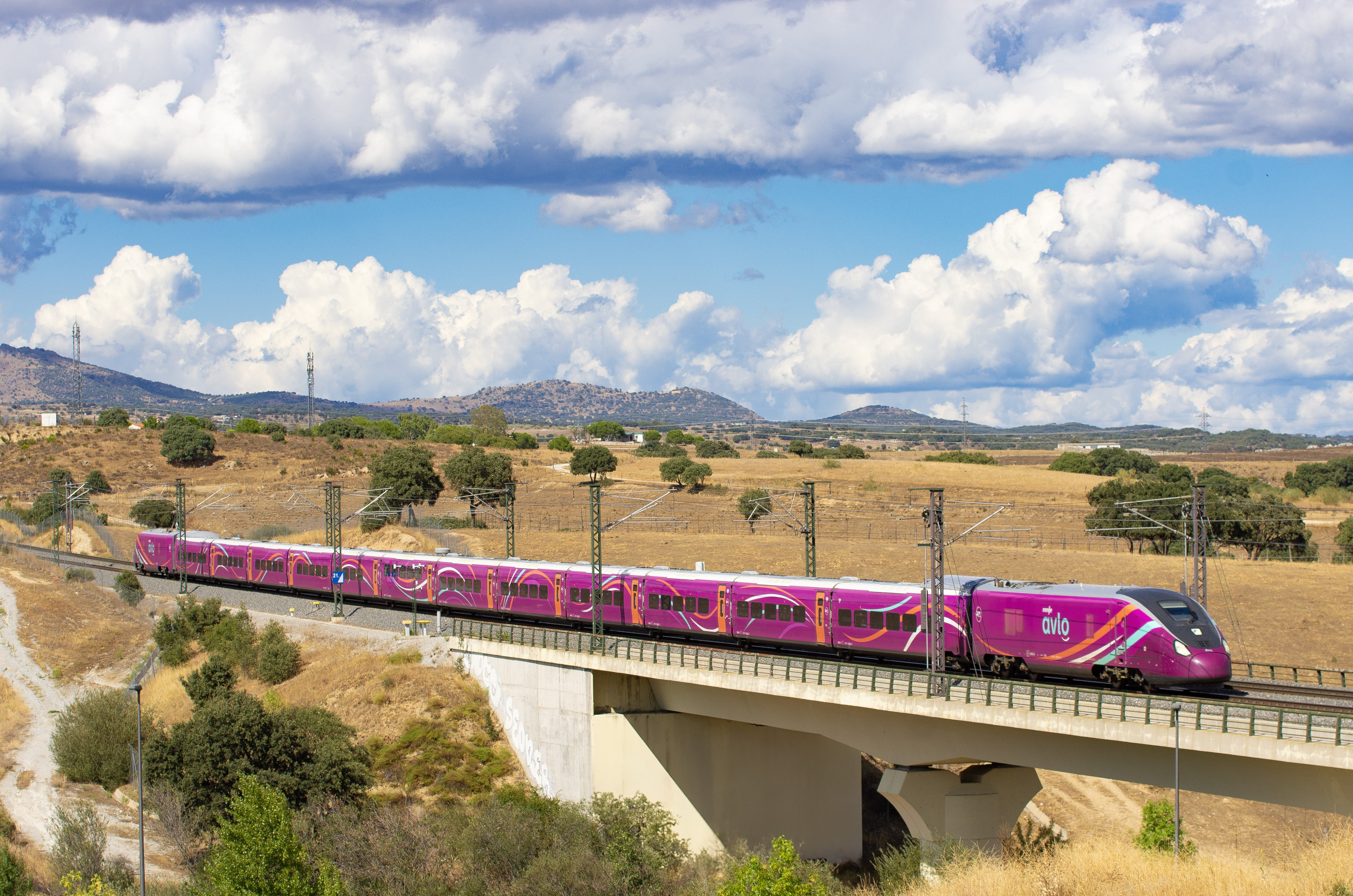
S-106 de Renfe AVLO en Tres Cantos. Gracias al aumento de capacidad consecuente de la gran anchura de la caja los AVRIL son ideales para servicios de bajo coste.

Gracias al desarrollo de sofisticados sistemas de guiado activo y pasivo de las cajas en curva, Talgo ha desarrollado el coche de pasajeros más ancho del mercado para gálibo normal europeo (UIC), cuyos 3.200 mm significan unos 200 / 250 más que el resto de trenes interoperables. Este proyecto ha sido posible gracias al empleo de las características propias de la tecnología Talgo: tren articulado, coches cortos y rodales independientes, y al sistema de posicionamiento de cajas de Liebherr. Este sistema centra activamente el cuerpo del coche en la posición central mediante su eje de balanceo, actuando simultáneamente como amortiguador; no solo facilita mayores velocidades, sino que también aumenta el confort. El desarrollo de este robusto sistema de guiado mecánico de los coches ha permitido garantizar su inscripción en curva dentro de los parámetros del gálibo cinemático internacional por lo que son interoperables.
Estos coches disponen de cinco butacas por fila (25% más de capacidad) en clase Turista, según Talgo, "logrando mantener el mismo nivel de confort de un coche de pasajeros de cuatro butacas sin que el confort de los pasajeros y la accesibilidad se vean afectadas. La distancia entre reposabrazos, el espacio disponible para las rodillas, la anchura de pasillo mínima de 500 mm y el resto de los parámetros de confort no difieren de los característicos de los trenes Talgo".
Esto se consigue porque la distancia máxima interior es de 3 100 mm (superior en unos 250 a las del resto de trenes) y a que los conductos de ventilación, que antes estaban debajo de las ventanas y ocupaban espacio, ahora se sitúan en el techo.

### Sistemas activos de guiado
Los sistemas de guiado, utilizados por los trenes Talgo desde sus inicios, permiten reducir la fricción lateral entre rueda y carril con el objetivo de:
- Minimizar costes de mantenimiento del tren y de la vía.
- Reducir el ruido y las vibraciones generadas por la fricción en curvas.
- Mayor confort en el viaje para el pasajero.

Según su artífice, José Luis López, en el nuevo sistema "se guía al primer rodal mediante un conjunto electrónico que detecta la posición de la rueda sobre el carril, para que un mecanismo sitúe el rodal en su posición óptima: centrado sobre el mismo, así la superficie de contacto será la mayor posible". Solo sirve para "ruedas libres", no para bogies.
Además posee un eje dinamométrico, cuya función es determinar la fuerza de contacto entre rueda y carril evaluando la calidad de la rodadura dentro de los parámetros de la normativa ferroviaria europea que regula el riesgo de descarrilamiento de un tren.

### Suspensión activa
Se trata de un moderno sistema de control de la suspensión que Talgo se ha propuesto incorporar a sus trenes de alta velocidad, cuyo funcionamiento es el siguiente:
Una red de sensores convenientemente distribuidos en distintos puntos del tren recogen información de la vibración. Esta información fluye por los buses de comunicación integrados en el tren hasta llegar al módulo de control. Entonces, la electrónica de señal ejecuta la ley de control diseñada en código de lenguaje de alto nivel, devolviendo las instrucciones necesarias para minimizar las vibraciones. Finalmente, la electrónica de potencia alimenta los actuadores distribuidos en el tren para modificar las características de la suspensión y adaptarse en tiempo real a la situación de la vía. Gracias a este sistema se consiguen unos niveles superiores de confort para el pasajero.

### Sistema de conducción automática REGATO
El departamento de electrónica e informática de Talgo ha creado el REGATO (Regulated Energy Efficient Automatic Train Operation), un sistema TCMS (Train Control & Management System) de conducción automática para trenes de alta velocidad que aplica criterios de eficiencia energética (Ecodriving) a la gestión de los sistemas de tracción y freno, que permiten: 
- Una óptima regulación de velocidad cumpliendo las restricciones impuestas por la infraestructura.
- Utilizar los márgenes de tiempo en el horario si tren circula puntual mediante deriva.
- Recalcular automáticamente una nueva marcha más eficiente ante cualquier retraso.
- Una considerable reducción del consumo energético (entre el 7 y el 21%).[29]

### Reducción de peso
La ligereza de los trenes Talgo (el tren de muy alta velocidad más ligero del mundo), además de un mejor resultado energético, logra que los procesos de aceleración y de desaceleración se realicen en menos tiempo.
El esfuerzo por reducir el peso de estos trenes se traduce en utilizar una rodadura formada por rodales independientes entre cada dos coches en lugar del convencional bogie de dos ejes, el diseño de todos los coches de pasajeros con estructura en aluminio en lugar del tradicional acero, modernos procesos de soldadura con óptimas características estructurales, el desarrollo de butacas ultraligeras, la selección de todo tipo de componentes del tren en función de su peso y el uso de materiales compuestos emulando a la tecnología de otros sectores, como la aeronáutica, la naval y la de los aerogeneradores. Así, se ha desarrollado un nuevo piso flotante en materiales ligeros con características también optimizadas desde el punto de vista de absorción de ruido y vibraciones, nuevos materiales ligeros para los portaequipajes, mesas de tertulia, anclajes, asideros, conductos, carenados, revestimientos interiores, aislamientos del cableado, etcétera.
El prototipo G3 tiene un peso rotulado en el tren de 316 toneladas, mientras que el del S-102 es de 332; el AVRIL para Renfe (S-106) pesará 325 toneladas. Lo que sí que ha bajado mucho (un 31%) es el peso por plaza, de los 905 kilos del S-102 a los 624 del S-106.

### Otros sistemas
Por otra parte, en el G3 Indra se encarga del desarrollo del software del ETCS, y del ASFA Digital, Alstom de la instalación de los equipos ETCS, Railtec Systems de la cadena de tracción e INGETEAM del convertidor de tracción. El exterior ha sido diseñado por Pininfarina, el interior por Haslacher, Constellium se encarga del aluminio extrudido de las cajas y de los paneles interiores, las puertas exteriores son de Bode, la climatización (en función de la ocupación real del tren) de Faiveley, las butacas de Fainsa y las piezas de material compuesto de Aeropoxi.

## Desarrollo y generaciones previas a la comercialización (2008-2016)

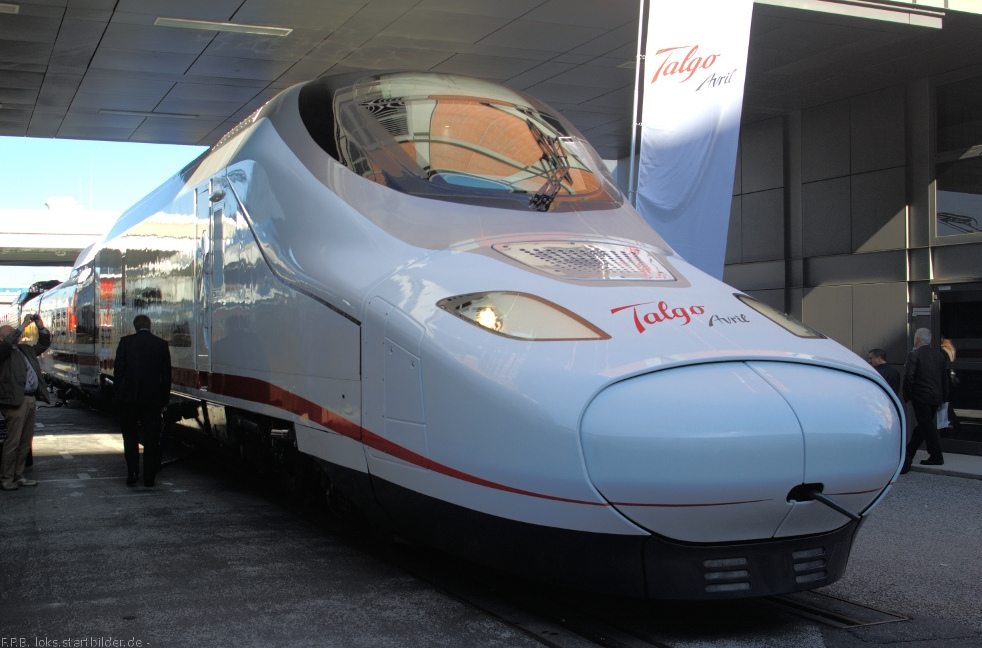
Prototipo de Talgo Avril en la feria InnoTrans 2012 en Berlín

El concepto «AVRIL» fue presentado el 18 de septiembre de 2008 en la séptima edición del Máster de Sistemas Ferroviarios que tuvo lugar en la Escuela Técnica Superior de Ingeniería (ICAI) de Madrid.
El 5 de septiembre de 2012 llegaron al puerto de Lübeck la cabeza tractora y el primer coche del AVRIL G3 de primera generación, que fue presentado en InnoTrans 2012 en Berlín.
El 10 de marzo de 2014 se realizó el traslado del AVRIL G3 desde Las Matas hasta el complejo ferroviario de La Sagra (Toledo).
El 15 de agosto de 2014 comenzaron los ensayos para alcanzar 200 km/h entre Urda y Mora en la línea de alta velocidad Madrid-Sevilla. Su velocidad máxima en ese día fue de 140 km/h.
El 12 de diciembre de 2014 se instaló el pantógrafo instrumentado de alta y la cámara con visión B/N del tren auscultador de Adif Séneca, comenzando las pruebas del pantógrafo el 8 de enero de 2015. Durante estas pruebas ya se alcanzó la velocidad de 300 km/h.
El 2 de marzo de 2015 el prototipo alcanzó los 363 km/h necesarios para su homologación a 330 km/h.
El 24 de julio de 2015 comenzó las pruebas en las cuales logró alcanzar 350 km/h con unos nuevos rodales de ancho variable en dos de los coches, lo que permitiría su homologación a más de 300 km/h. La mayor velocidad comercial actual con ruedas de ancho variable solo llega hasta los 250 km/h debido a la ausencia de un tercer disco de freno para dejar espacio al ancho variable.
El 7 de septiembre retomó las pruebas de homologación con todos los rodales de ancho fijo. También realizó pruebas sobre el correcto comportamiento del freno, la dinámica de marcha y la interacción pantógrafo-catenaria.
El prototipo fue homologado en España el 13 de mayo de 2016 de acuerdo a la Especificación Técnica de Interoperabilidad (ETI), tras recorrer más de 76 000 kilómetros desde que el 3 de abril de 2014 inició sus movimientos de forma autónoma. Tras 181 salidas a vía general ha realizado 890 recorridos de ensayos de medición y más de 320 frenadas, utilizando freno de servicio, de auxilio, de urgencia y de emergencia. Además, se verificaron 102 características técnicas y funcionalidades. También ha circulado en condiciones degradadas, entre ellas: fallo de aire de suspensión, fallo de amortiguadores, fallo de parte del sistema de freno, etcétera. El 28 de julio de 2016 recibió el certificado de evaluación de conformidad, finalizando su proceso de certificación definitivo, por lo que el tren ya está preparado para su comercialización.
 En la actualidad el prototipo G3 se encuentra apartado en la estación de Guadalajara-Yebes.

### Primera generación: Talgo F057 prototipo G3
Es el primer modelo de la familia AVRIL en ser comercializado. El prototipo (su número de serie es el 112.601) es bitensión 3 kV CC y 25 kV CA y tiene características semejantes al Talgo 350, es decir: composición de doce coches con rodales independientes guiados de tecnología Talgo más dos cabezas tractoras convencionales, lo que supone un 38% de ruedas motorizadas, y una velocidad comercial máxima de 330 km/h, pese a que en principio estaba previsto llegar a los 350 km/h. Por el contrario, tiene cajas más anchas (3 200 mm en lugar de 2 942) y por consiguiente obtiene un notable aumento de la capacidad (entre el 25 y el 33%, según clases), también tiene mejoras de eficiencia energética y múltiple captación de corriente. Para compensar el efecto sobre la velocidad del ensanchamiento de la caja, “se ha hecho un trabajo intenso en aerodinámica, mejorando el morro del tren y actuando sobre los bajos”. Su estética ha sido diseñada por Pininfarina y se le denomina popularmente "Cisne" al tener el testero más estilizado que el Talgo 350.
El tren 112.601 es el que Talgo presentó en la edición de 2012 de InnoTrans, así que solo tiene asientos en ese mismo coche Turista, en el resto hay bidones de agua y bloques de hormigón con el peso estipulado para los viajeros y revestimientos. Fue homologado el 13 de mayo de 2016 y recibió el certificado de evaluación de conformidad definitivo el 29 de julio del mismo año. Talgo, con el apoyo del CDTI (Centro para el Desarrollo Tecnológico Industrial, dependiente del Ministerio de Industria), ha invertido más de cincuenta millones de euros desde 2008 hasta su homologación.
La configuración del G3 podía haber sido distinta, ya que hasta 2009 el proyecto consistía en situar asientos encima de los equipos de las cabezas tractoras, y que el segundo bogie estuviera compartido; así se conseguiría una motorización del 42% de las ruedas.

### Segunda generación: prototipo G4
La segunda generación de la plataforma AVRIL incluiría más novedades respecto al Talgo 350 y al prototipo G3.
La configuración del «G4» consistirá en la motorización de los tres bogies de los que dispondrá cada extremo del tren (el segundo y el tercero estarán compartidos entre dos coches), mientras que las ruedas intermedias serán todas rodales tipo Talgo remolcados. Así, aun estando la tracción concentrada en los extremos, se alcanza una motorización del 57% de las ruedas, mayor incluso que el 50% que tienen algunos de los trenes de tracción distribuida; es lo que se podría formular como "tracción concentrada y viajeros distribuidos". Los equipos estarán situados en el piso de los dos primeros coches y en el techo del tercero.
Su fabricación está prevista de una forma modular, de tal modo que se puedan ofrecer unidades de diferentes configuraciones interiores o de motorización, incluyendo la posibilidad de trenes con tracción dual (híbrida). La versión de 25 kV y 50 Hz sería capaz de desarrollar una potencia de 12 000 kW. La distribución y el aprovechamiento de espacio en las cabezas motrices proporcionarían una mayor capacidad, hasta 600 plazas en configuración normal y 700 en configuración de alta capacidad, permitiendo así reducir el consumo por pasajero. También incluirá un sistema de ocultación de pantógrafos inactivos para mejorar la aerodinámica.

## Ventas
- En 2016 Renfe adjudicó a Talgo el contrato de suministro de 30 trenes y su posterior mantenimiento durante 40 años.[50]
- En 2023 firmó la venta de 10 unidades a Le Train.[19]